# Johann Ludwig zu Wied-Runkel

Wappen der Grafen zu Wied-Runkel und Kriechingen, Herren zu Runkel und Isenburg etc.

Johann Ludwig Adolf zu Wied-Runkel (* 30. Mai 1705 auf Burg Runkel; † 18. Mai 1762 in Dierdorf) war regierender Reichsgraf der Grafschaft Wied mit Herrschaft Runkel sowie der Grafschaft Kriechingen.

## Leben

### Herkunft
Johann Ludwig zu Wied-Runkel wurde als Sohn des Maximilian Heinrich von Wied-Runkel und dessen Ehefrau Sofia Florentine von der Lippe (1683–1758), Tochter des Grafen Simon Heinrich von der Lippe geboren.

### Wirken
1726 übertrug ihm seine Frau Christine Luise von Ostfriesland, Tochter des Grafen Ulrich von Ostfriesland, dessen Sohn Edgar Ferdinand mit Anna Dorothea von Wied-Runkel verheiratet war. Sie war Erbin der Grafschaft Kriechingen und übertrug ihrem Mann die Besitzungen.
In den Jahren von 1734/1735 nahm er unter Prinz Eugen am Polnischen Erbfolgekrieg teil.
1750 erteilte er den Katholiken die Erlaubnis zur freien Religionsausübung in der Grafschaft. Sie durften in einem Privathaus Gottesdienste halten. Ab 1751 wurde vom Pfarrer aus Marienrachdorf Religionsunterricht in Dierdorf erteilt.
1755 gestattete er den Kapuzinern den Bau eines Klosters in Dierdorf. Es war einer der beschwerlichsten Religionsvorfälle in der damaligen Zeit.

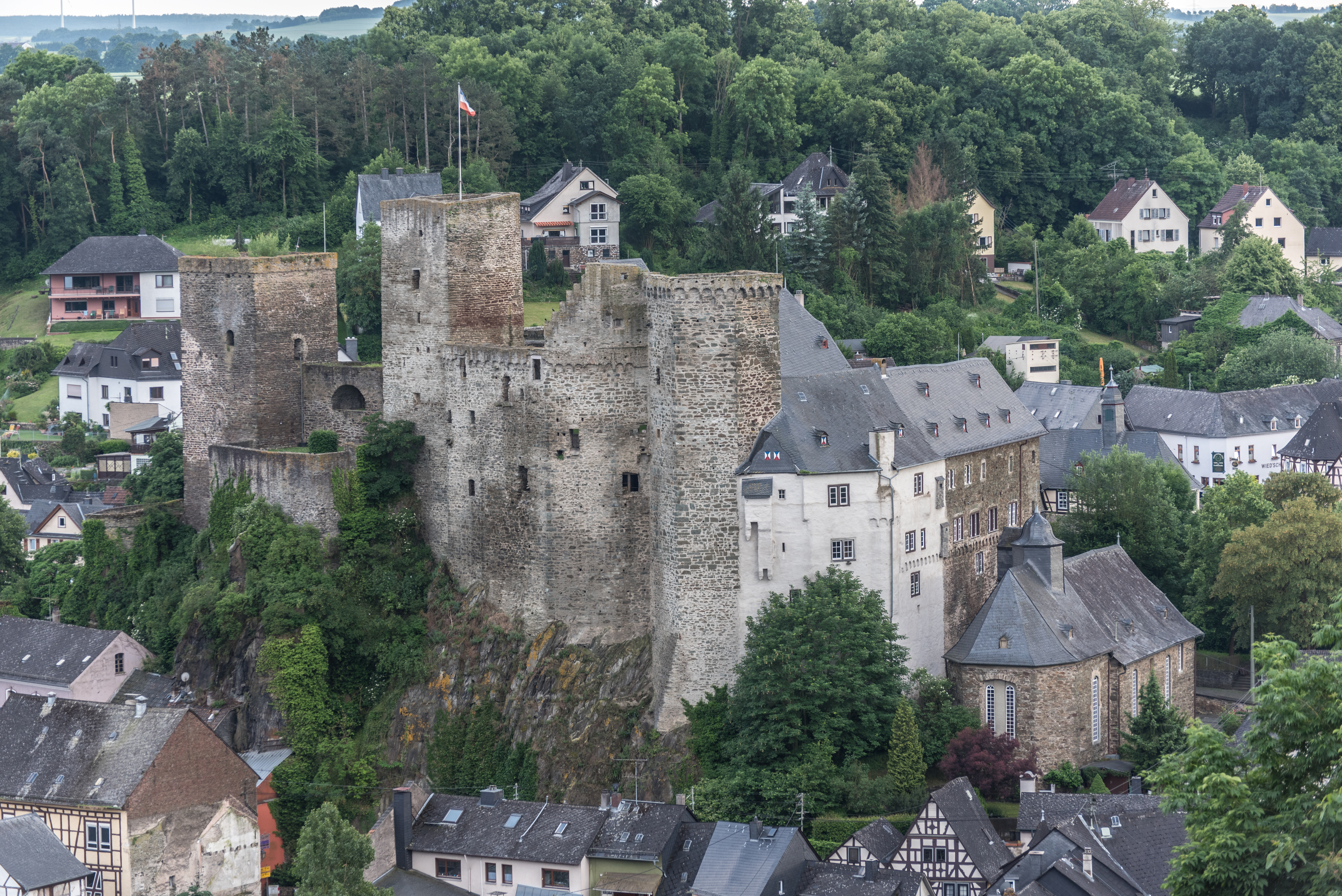
Burg Runkel, Sitz des Grafen Johann Ludwig zu Wied-Runkel

Er machte die Burg Runkel zum Sitz der Landesregierung, des Konsistoriums, der Renteikammer und des Archivs. Er war Obrist und Befehlshaber des Niederrheinisch-westfälischen Kreis-Infanterieregiments Wied-Runkel (1734).
Unter seiner Regentschaft wurden Kupfermünzen (¼ Stüber) geprägt.
1744 machte er nach dem Erlöschen des ostfriesischen Grafengeschlechtes im Mannesstamme vergeblich Ansprüche geltend. Nach seiner Auffassung habe die weibliche Erbfolge in Ostfriesland dazu geführt, dass seine Frau einen Anspruch auf die Grafschaft Ostfriesland habe. Schließlich besetzte Friedrich der Große das Gebiet und vereinnahmte es. Neben Wied-Runkel bemühten sich auch Staatskanzler Kaunitz sowie Hannover um die Grafschaft Ostfriesland.
Am 18. Oktober 1757 übertrug er die Regentschaft an seinen Sohn Christian Ludwig.

### Familie
Am 14. August 1726 heiratete Johann Ludwig Adolf in Aurich Christine Luise von Ostfriesland (* 1. Februar 1710 in Norden; † 12. Mai 1732 in Dierdorf). Aus dieser Ehe sind zwei Söhne und zwei Töchter hervorgegangen.
- Karl Ludwig (* 21. Februar 1728; † 31. August 1752), Hauptmann
- Elisabeth (* 21. Dezember 1728; † 7. Mai 1729)
- Sophie Henriette Amalia (* 22. Februar 1731; † 24. Februar 1799); ⚭ 1752 Leopold Ferdinand († 18. November 1757), Graf von Schwerin
- Christian Ludwig (* 2. Mai 1732; † 31. Oktober 1791), 1762–1791 1. Fürst zu Wied-Runkel; ⚭ Charlotte Sophie Auguste, Gräfin zu Sayn-Wittgenstein-Sayn

Nach Christines Tod, die zehn Tage nach der Geburt des Sohnes Christian Ludwig verstorben war, heiratete er am 16. Januar 1733 in Dierdorf Amalia Luise zu Sayn-Wittgenstein (1713–1737), Tochter des Grafen Karl Ludwig zu Sayn-Wittgenstein, Herrn zu Homburg, Vallendar und Neumagen (von Sayn und Wittgenstein in Neumagen). Diese Ehe brachte ebenfalls zwei Söhne und zwei Töchter.
- Maximilian Ludwig (* 25. März 1734; † 12. Februar 1771)
- Franz Ludwig (* 7. März 1735; † 15. Dezember 1791)
- Luise (* 10. Oktober 1736); 1) ⚭ Johann Gotthard Herr, Dr. jur.; 2) ⚭ 1. September 1769; (* 1745; † 1808)
- Friederike Luise (*/† 13. Dezember 1737)

Gräfin Amalia Luise starb fünf Tage nachdem sie von einer Tochter entbunden wurde, welche noch vor ihr starb.

### Auszeichnungen
- Württembergischer Jagdorden